# Мірошниченко Костянтин Валентинович
Костянти́н Валенти́нович Мірошниче́нко (03.07.1992 — 10.03.2024) — громадський діяч та військовослужбовець Збройних сил України, учасник російсько-української війни, що загинув у ході російського вторгнення в Україну.

## Життєпис
Народився 3 липня 1992 року в м. Черкаси. Навчався у Черкаській ЗОШ № 32, згодом — у Черкаському політехнічному технікумі. Вищу освіту здобув у Черкаському державному технологічному університеті, де здобув кваліфікацію бакалавра з інженерної механіки. У 2022 р. здобув кваліфікацію магістра за освітньою програмою «Публічне управління та адміністрування»[джерело?]. Після навчання працював на різних підприємствах Черкас.
Був громадським діячем — активним представником черкаського ультрас-руху, організатором проукраїнських заходів, мітингів, маршів. Опікувався благоустроєм рідного міста. Зокрема, у 2021 був одним із організаторів акції проти забудови Замкового узовзу у Черкасах. Був керівником соціального проєкту «AmbrosHub», ідейним натхненником і співзасновником «ГайдаFest», керівником проєкту «НК волонтери», організатором «Черкаського фестивалю кіно». Працював радником Черкаського міського голови. У 2020 балотувався до складу Черкаської міської ради від політичної партії «Національний корпус», проте не був обраний. У 2021 році заступив на посаду директора відділу національно-патріотичного виховання КУ «Черкаський обласний молодіжний ресурсний центр»[джерело?].
Із початком російського вторгнення в Україну став співзасновником волонтерського центру «Цивільний штаб допомоги», який забезпечував потреби військових.

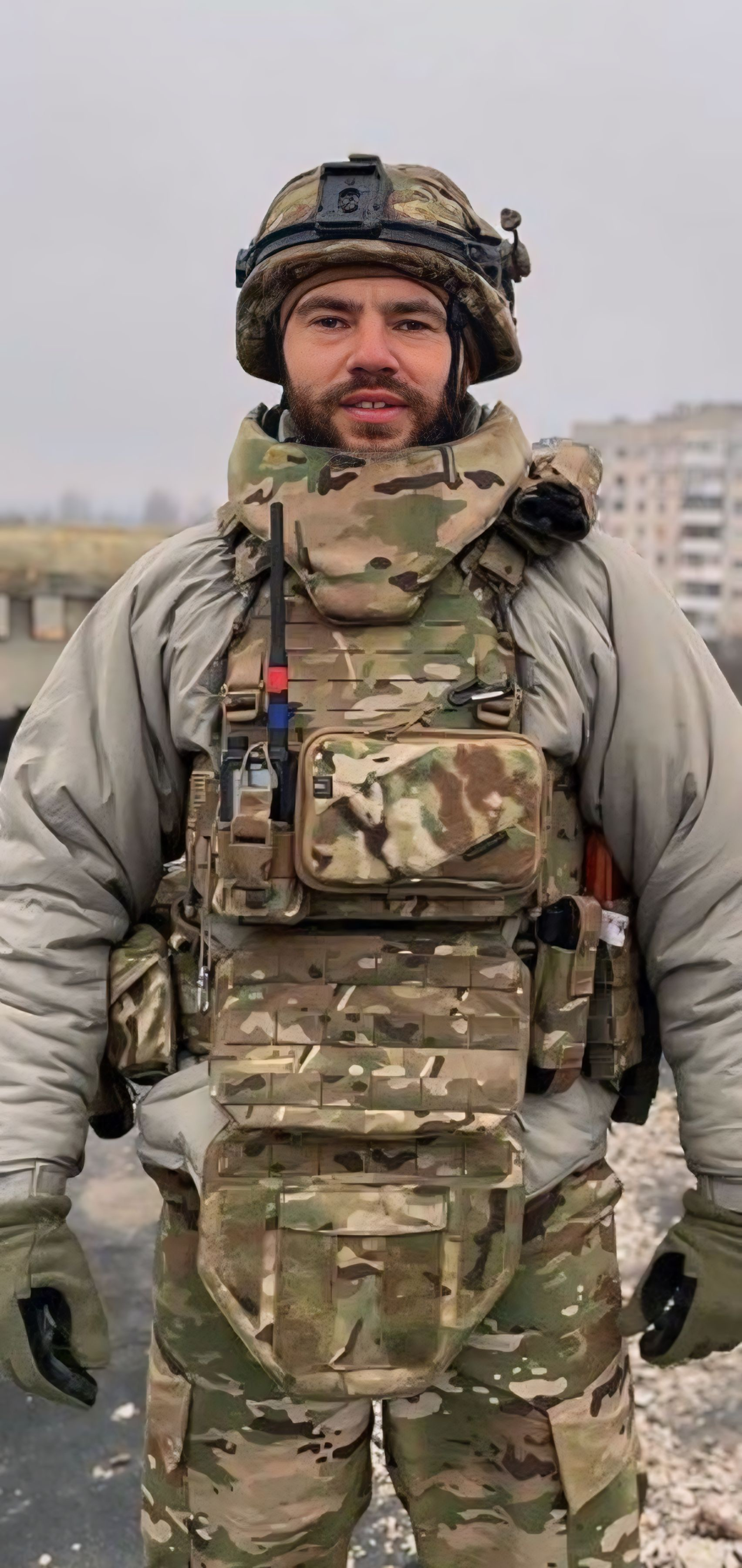

У травні 2022 року добровільно долучився до Збройних Сил України. Служив у 3-й окремій штурмовій бригаді. Брав участь у бойових діях на Запорізькому, Херсонському, Бахмутському та Авдіївському напрямках. У складі взводу зв'язку 1 ШБ 3-ї ОШБр забезпечував зв'язком свій підрозділ. Займався також аеророзвідкою та організацією застосування FPV-дронів у підрозділі.
У травні 2023 був нагороджений відзнакою Головнокомандувача ЗСУ «Золотий хрест».
Загинув 10 березня 2024 року в бою на Авдіївському напрямку (Донецька область).
Прощання відбулось у м. Черкаси 14 березня 2024, похований на Алеї Героїв.

## Нагороди та відзнаки
- Орден «За мужність» III ступеня (17 липня 2024, посмертно) — за особисту мужність, виявлену у захисті державного суверенітету та територіальної цілісності України, самовіддане виконання військового обов’язку[5].
- Почесне звання «Захисник України — Герой Черкас» (30 квітня 2024, посмертно)[6].
- Нагрудний знак «За зразкову службу» (04 серпня 2023).
- Відзнака Головнокомандувача ЗСУ «Золотий хрест» (22 травня 2023)[7].

## Вшанування пам'яті
30 червня 2024 року, перед днем народження Костянтина Мірошниченка, в Черкасах відбувся благодійний забіг «Біжу за Міроша» на його честь. До забігу долучилося понад 250 черкащан. Участь у заході була з добровільним внеском, усі зібрані кошти було передано до благодійного фонду «Підтримай Третю Штурмову».